# Amir Syafiz
Amir Syafiz (* 21. Juni 2004 in Singapur), mit vollständigen Namen Amir Syafiz bin Abdul Rashid, ist ein singapurischer Fußballspieler.

## Karriere

### Verein
Amir Syafiz erlernte das Fußballspielen in den Schulmannschaften der Zhenghua Primary School und der Singapore Sports School. Seinen ersten Vertrag unterschrieb er am 28. Januar 2021 bei den Young Lions.  Die Young Lions sind eine U23-Mannschaft, die 2002 gegründet wurde. In der Elf spielen U23-Nationalspieler und auch Perspektivspieler. Ihnen soll die Möglichkeit gegeben werden, Spielpraxis in der ersten Liga, der Singapore Premier League, zu sammeln. Sein Erstligadebüt gab er am 14. März 2021 (1. Spieltag) im Heimspiel gegen Balestier Khalsa. Hier stand er in der Startelf und spielte die kompletten 90 Minuten. Bis zu seiner Einberufung zum Militärdienst im Juli 2023 bestritt er 33 Erstligaspiele.

### Nationalmannschaft
Amir Syafiz spielte seit 2019 für diverse singapurische Juniorennationalmannschaften.